# Max Koch (Maler)

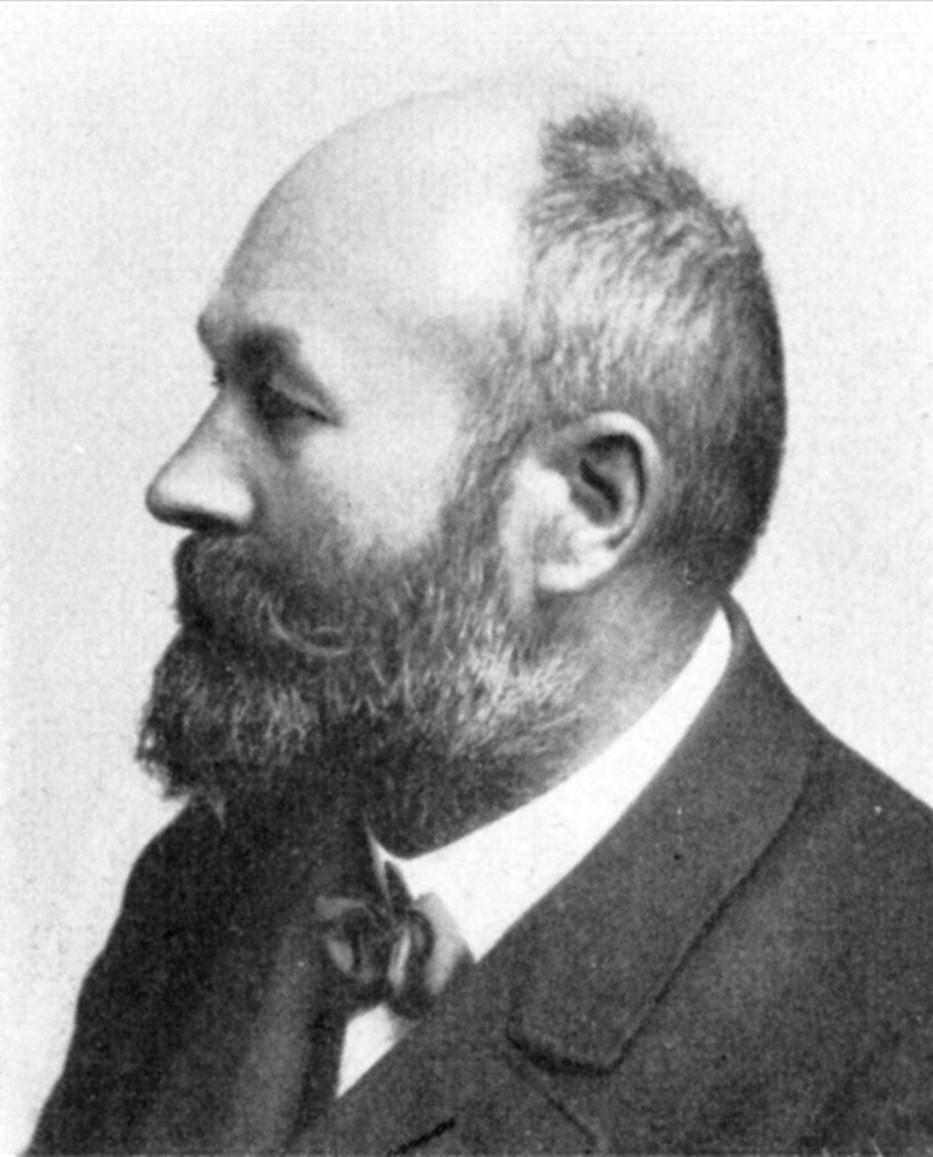
Max Friedrich Koch

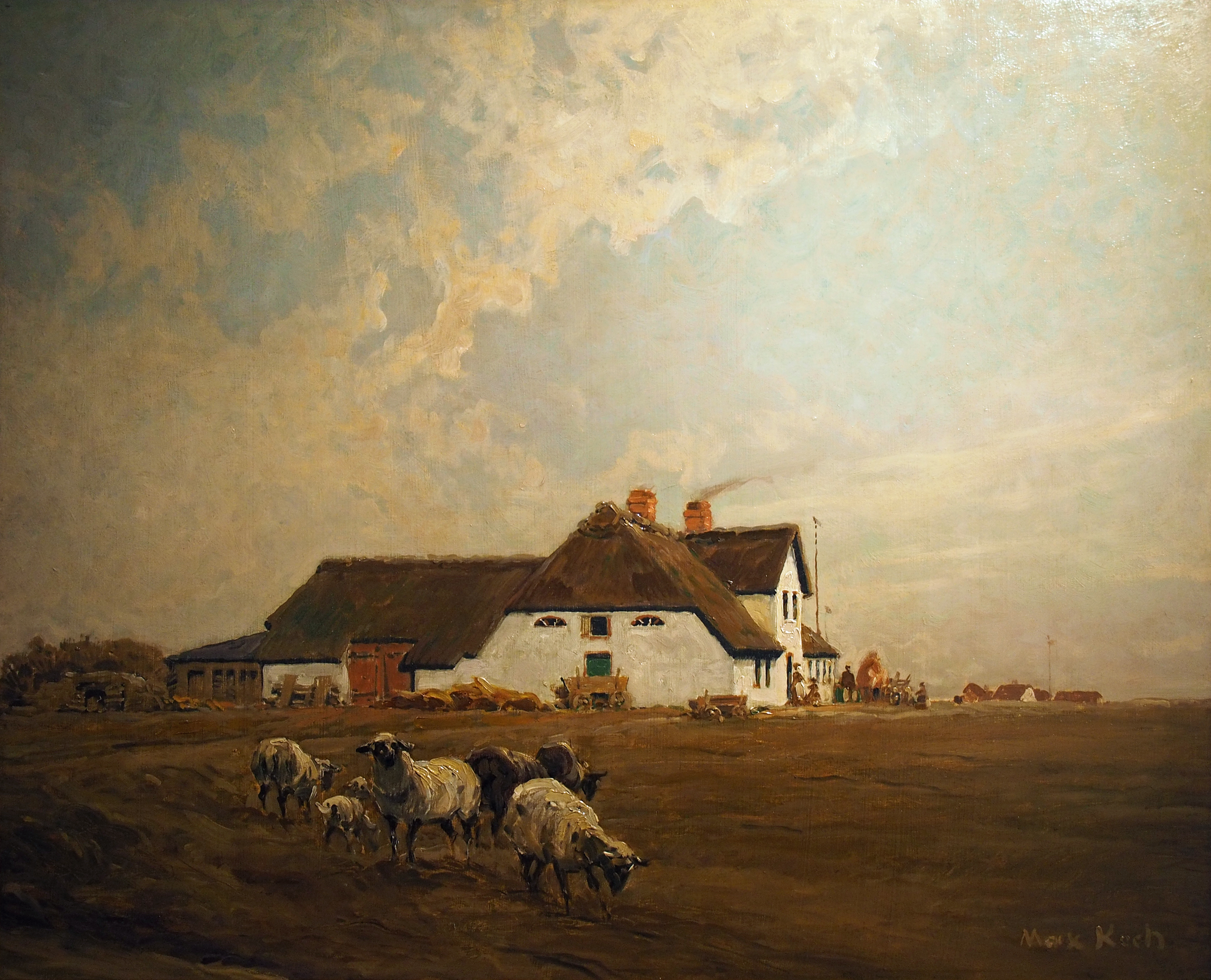
Sylter Gehöft (um 1900)

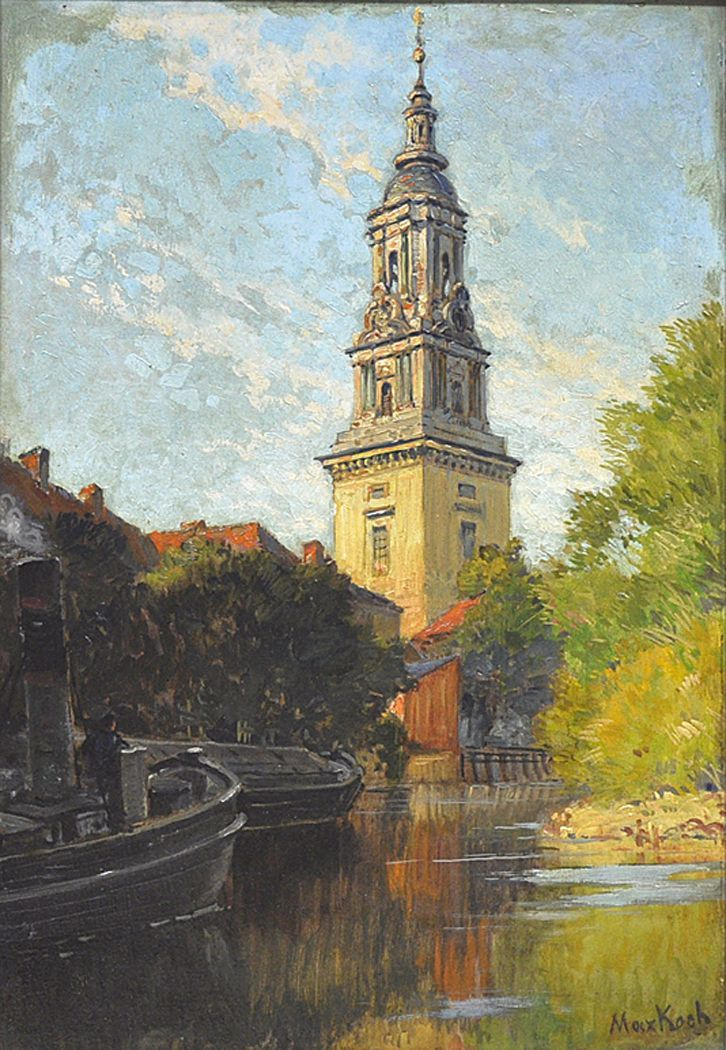
Heiliggeistkirche in Potsdam (spätestens 1930)

Max Friedrich Koch (* 24. November 1859 in Berlin; † 17. Februar 1930 in Sacrow) war ein deutscher Historienmaler.

## Leben
Koch entstammte einer Künstlerfamilie. Sein Vater Carl Koch und sein Bruder Georg Koch waren ebenfalls Maler. Die drei arbeiteten zum Teil auch gemeinsam an größeren Aufträgen, auch in Zusammenarbeit mit dem Marinemaler Hans Bohrdt. Der Komponist und Musikpädagoge Friedrich Ernst Koch war ein weiterer Bruder Kochs.
Max Friedrich Koch besuchte die Unterrichtsanstalt des Kunstgewerbemuseums Berlin und wurde dort Schüler von Eduard Schaller und prägend M. Meurer. 1876–1877 unternahm Koch mit Hilfe eines Stipendiums eine Studienreise nach Italien und schloss nach Rückkehr dann seine Studien in Berlin ab. Ab 1879 wirkte er unter Friedrich von Thiersch an der dekorativen Ausmalung des Opernhauses in Frankfurt am Main mit. Ab 1881 war er in Paris an der École des Beaux-Arts bei Pierre-Victor Galland.
1883 kehrte er nach Berlin zurück und wurde an der Kunstschule des Kunstgewerbemuseums Nachfolger seines dortigen Lehrers Meurer. Diese Lehrtätigkeit behielt er bis 1924 bei. Bekannt wurde er durch sein Pergamon-Panorama (gemeinsam mit Alexander Kips) für den rekonstruierten Zeustempel von Olympia auf der Berliner Jubiläumsausstellung 1886. 1888 wurde dieses Panorama durch ein von seinem Bruder Georg geschaffenes Panorama ersetzt, das den Brand von Rom im Jahr 64 darstellte. 1891 wurde das Panorama erneut ersetzt: In einem Gemeinschaftswerk der drei Kochs mit Bohrdt entstand das Halbpanorama der Einfahrt Kaiser Wilhelms II. in den Bosporus.
Max Friedrich Koch malte zahllose öffentliche und private Gebäude mit in der Kaiserzeit beliebten historischen Themen in monumentaler Weise aus. Dazu gehörten in Berlin Räumlichkeiten im Preußischen Herrenhaus wie dem Abgeordnetenhaus und dem Deutschen Reichstag, der Akademie der Wissenschaften und im Künstlerhaus (1897/98). Dazu kamen auch die Kaufhäuser von Wertheim und Tietz.
In der Provinz seien beispielhaft erwähnt die Buchhändlerbörse und das Reichsgericht in Leipzig, das Lübecker Rathaus, das Stadttheater in Halle/Saale und das Kreishaus in Meldorf in Dithmarschen. Schüler von ihm waren u. a. Max Seliger (1865–1920), Reinhold Ewald (1890–1974) und Johann Kluska (1904–1973).

## Illustrationen (Auswahl)
- Max Friedrich Koch, Andreas Heusler: Urväterhort: die Heldensagen der Germanen. M. Oldenbourg, Berlin 1904, OCLC 6867200.
- Gustav Schalk: Walhalla: germanische Götter- und Heldensage für Schule und Haus. Neufeld & Henius, Berlin 1906 (germanicmythology.com – Illustrationen).